# Mourir d'amour (film, 1961)
Pour les articles homonymes, voir Mourir d'amour.
Pour plus de détails, voir Fiche technique et Distribution.
Mourir d'amour ou La mort a les yeux bleus est un film français réalisé par Dany Fog, sorti en 1961.

## Synopsis
Un auteur d'histoires policières (il en écrit six par an !) travaille à sa nouvelle « œuvre ». Il est aidé par sa secrétaire, qui joue également de la guitare et nage dans la piscine. Sa femme a un amant. L'auteur très en colère écrit un roman où un cocu commet le crime parfait. Sa femme est assassinée. Arrive la police.

## Fiche technique
- Titre : Mourir d'amour
- Titre alternatif : La mort a les yeux bleus
- Réalisation : Dany Fog
- Scénario : Yves Denaux et André Lay, d'après le roman Ma mort a des yeux bleus d'André Lay
- Dialogues : Yves Denaux
- Photographie : Raymond Pierre Lemoigne
- Montage : Armand Ridel
- Musique : Louiguy
- Décors : Claude Bouxin
- Son : Jean Bertrand
- Producteur : José Bénazéraf
- Société de production : Films Univers
- Pays de production :  France
- Langue : Français
- Format : Noir et blanc — 35 mm — 1,37:1 — Son : Mono
- Genre : Film dramatique, Film policier
- Durée : 90 minutes
- Date de sortie : 
  - France : 30 août 1961
  - Allemagne de l'Ouest : 15 septembre 1961

## Distribution
- Paul Guers : Michel, l'auteur de romans policiers
- Nadia Gray : Patricia, la femme de Michel
- Elga Andersen : la secrétaire de Michel
- Mireille Darc : Mariette, la domestique
- Bruno Cremer : l'inspecteur Terens
- Daniel Ceccaldi : Richard Lanne, l'amant de Patricia
- Jacques Gheusi : Leroy, le détective